# Prima Divisione Puglia 1940-1941
Fu il quarto livello della XXXVIII edizione del campionato italiano di calcio.

La Prima Divisione (ex Seconda Divisione) fu organizzata e gestita dai Direttori di Zona.

Le finali per la promozione in Serie C erano gestite dal Direttorio Divisioni Superiori (D.D.S.) che aveva sede a Roma.
Il Direttorio VII Zona gestiva le squadre della regione Puglia.

## Girone unico

### Squadre partecipanti
| Squadra                         | Città (provincia)    | Stagione precedente |
| ------------------------------- | -------------------- | ------------------- |
| U.S. DRION San Severo           | San Severo (FG)      |                     |
| U.S. Bari (C = allievi)         | Bari                 |                     |
| U.S.F. Bitonto                  | Bitonto (BA)         |                     |
| A.S. Cerignola                  | Cerignola (FG)       |                     |
| U.P. Foggia (B = riserve)       | Foggia               |                     |
| G.I.L. "M. Falcone"             | Foggia               |                     |
| G.C. Gioiesi                    | Gioia del Colle (BA) |                     |
| Molfetta Sportiva (B = riserve) | Molfetta (BA)        |                     |
| N.U.F. Modugno                  | Modugno (BA)         |                     |
| S.S. N.U.F. Terlizzi            | Terlizzi (BA)        |                     |

### Classifica finale
|  | Pos. | Squadra          | Pt       | G  | V  | N  | P  | GF | GS | QR    |
|  | ---- | ---------------- | -------- | -- | -- | -- | -- | -- | -- | ----- |
|  | 1.   | Bari C           | 20       | 12 | .  | .  | .  | .. | .. | ?,??? |
|  | 2.   | NUF Terlizzi     | 18       | 12 | .  | .  | .  | .. | .. | ?,??? |
|  | 3.   | NUF Modugno      | 15       | 12 | .  | .  | .  | .. | .. | ?,??? |
|  | 4.   | Drion San Severo | 14       | 12 | .  | .  | .  | .. | .. | ?,??? |
|  | 5.   | Foggia B         | 8        | 12 | .  | .  | .  | .. | .. | ?,??? |
|  | 6.   | Gioiesi (-1)     | 6        | 12 | .  | .  | .  | .. | .. | ?,??? |
|  | 7.   | Bitonto (-2)     | 0        | 12 | .  | .  | .  | .. | .. | ?,??? |
|  | --   | Molfetta B       | Ritirata | -- | -- | -- | -- | -- | -- | --    |
|  | --   | GIL M.Falcone    | Ritirata | -- | -- | -- | -- | -- | -- | --    |
|  | --   | Audace Cerignola | Ritirata | -- | -- | -- | -- | -- | -- | --    |

Legenda:
      Campione pugliese di 1ª Divisione.
      Promosso in Serie C 1940-1941.
Regolamento:

Due punti a vittoria, uno a pareggio, zero a sconfitta.
Quoziente reti in caso di pari punti, per qualsiasi posizione di classifica.
Note:
Le squadre riserve appartenenti a club di categoria superiore non potevano essere retrocesse e/o cancellate dai ruoli FIGC. Se le prime squadre rinunciavano al campionato venivano lasciati liberi anche tutti i calciatori delle squadre riserve.
Gioiesi ha scontato 1 punto di penalizzazione in classifica per una rinuncia.
Bitonto ha scontato 2 punti di penalizzazione in classifica per due rinunce.

## Verdetti finali
- Il Bari C è Campione Pugliese di Prima Divisione 1940-1941.
- Il Terlizzi è promosso in Serie C, ma non regolarizza la sua iscrizione. Al suo posto è ammessa in Serie C la Pietro Resta di Taranto.[3][4]
- Cerignola, Falcone e Molfetta B si ritirano alla 4ª giornata di andata, tutte le partite vengono annullate.